# AVS-36

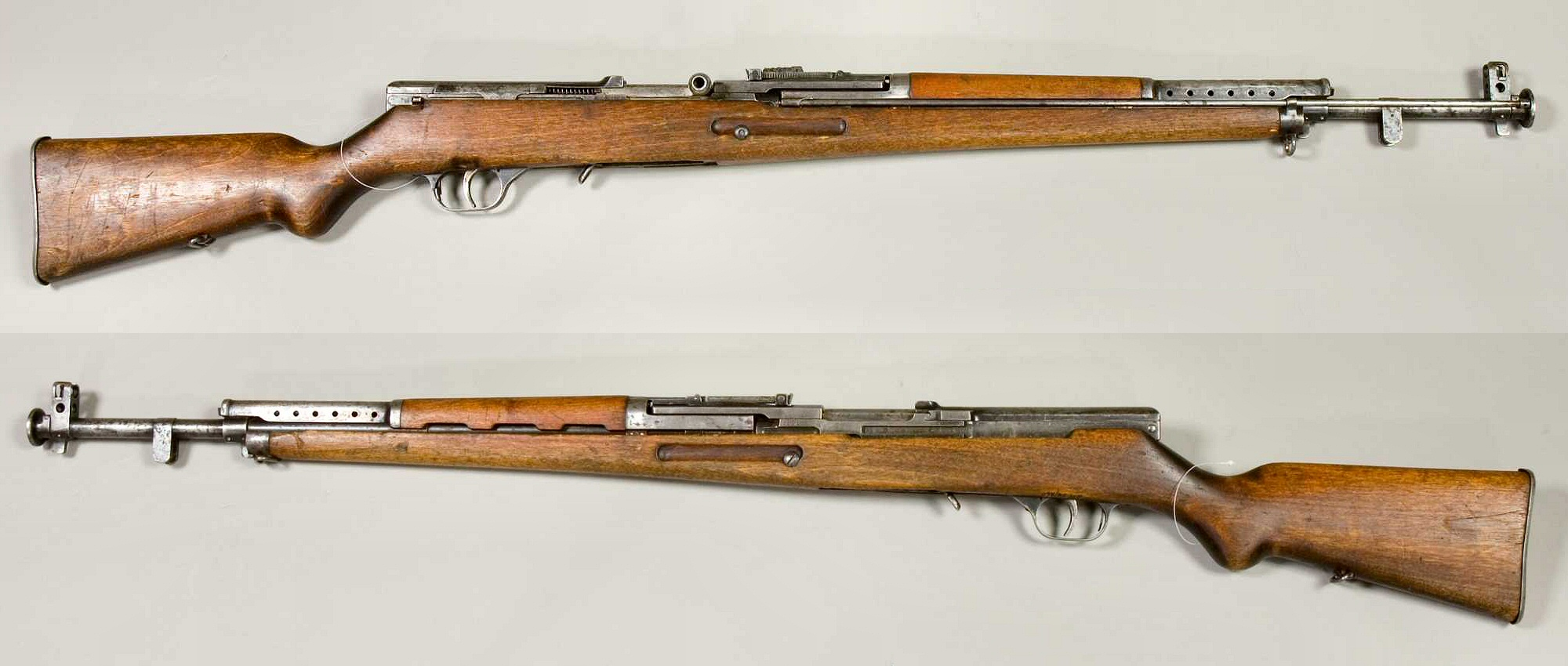
AVS-36 russe fusil semi-automatique (1936), sans chargeur. Calibre 7,62x54mmR. Provenant des collections de l'Armémuseum (Musée de l'armée suédoise), Stockholm, Suède.

AVS-36 est le premier fusil automatique soviétique introduit en 1936. Il a été conçu par Sergueï Gavrilovitch Simonov, si bien qu'on le trouve aussi appelé fusil automatique Simonov. Il a été construit entre 33 000 et 66 000 exemplaires. Il a été amélioré et partiellement remplacé par le fusil semi-automatique SVT-38 en 1938, puis remplacé par le fusil semi-automatique Tokarev SVT-40, évolution du Tokarev SVT-38.